# Ентоні Мамо
Антоні Джозеф Мамо (англ. Sir Anthony Joseph Mamo; нар. 9 січня 1909, Біркіркара — 1 травня 2008, Моста) — мальтійський державний і політичний діяч, перший Президент Мальти (1974-1976).

## Біографія
Закінчив Мальтійський університет, де отримав ступінь доктора права в 1934. Після недовгої приватної практики вступив на державну службу юрисконсультом.
- 1942–1955 — королівський адвокат.
- 1955–1957 — Генеральний прокурор Мальти.
- 1957–1971 — голова Верховного суду Мальти.
- 1971–1974 — Генерал-губернатор Мальти.
- 1974–1976, після проголошення повної незалежності країни був обраний її першим президентом, перебував на цій посаді 2 роки.

Був нагороджений Орденом Британської імперії в 1955, отримав титул лицаря в 1957.

## Факти
- Є одним з найбільш довгоживучих керівників глав держав та урядів у світі.
- Самий довгоживучий президент Мальти.
- З 8 червня 2007, дати кончини колишнього президента Сомалі Адена Абдулли Османа Даара до своєї кончини був найстаршим живучим колишнім президентом у світі.